# جوريل سنورويجين
جوريل سنورويجين (بالنرويجية: Gøril Snorroeggen‏) مواليد 15 فبراير 1985 في تروندهايم، هي لاعبة كرة يد نرويجية. مثلت منتخب النرويج لكرة اليد للسيدات. شاركت في دورة الألعاب الأولمبية الصيفية سنة 2008.

## سجل المنافسة
شاركت في البطولات التالية:
- الألعاب الأولمبية الصيفية 2012
- بطولة العالم لكرة اليد للسيدات 2011

## الميداليات
| الميدالية | المسابقة                            |
| --------- | ----------------------------------- |
| ذهبية     | الألعاب الأولمبية الصيفية 2008      |
| ذهبية     | الألعاب الأولمبية الصيفية 2012      |
| فضية      | بطولة العالم لكرة اليد للسيدات 2007 |
| ذهبية     | بطولة العالم لكرة اليد للسيدات 2011 |
| ذهبية     | بطولة أوروبا لكرة اليد للسيدات 2004 |
| ذهبية     | بطولة أوروبا لكرة اليد للسيدات 2006 |

## روابط خارجية
- جوريل سنورويجين على موقع الاتحاد الأوروبي لكرة اليد (الإنجليزية)
- جوريل سنورويجين على موقع الاتحاد النرويجي لكرة اليد (النرويجية)
- جوريل سنورويجين على موقع أوليمبيديا (الإنجليزية)